# سانتو أنطونيو دا بلاتينا
سانتو أنطونيو دا بلاتينا هي بلدية في ولاية بارانا في المنطقة الجنوبية من البرازيل.